# Subdurale ruimte
De subdurale ruimte is een potentiële ruimte tussen het harde hersenvlies en het spinnenwebvlies. Normaal gesproken is deze ruimte gevuld, doordat het hersenvocht in de subarachnoïdale ruimte het spinnenwebvlies tegen het harde hersenvlies duwt. Als gevolg van letsel of wanneer het hersenvocht ontbreekt, kan zich een ruimte vormen tussen de twee hersenvliezen. De ruimte wordt "subduraal" genoemd omdat deze onder (sub) het harde hersenvlies (dura mater) ligt.
Als zich bloed ophoopt in deze ruimte, spreekt men van een subduraal hematoom.